# パパジーデロ
パパジーデロ（イタリア語: Papasidero）は、イタリア共和国カラブリア州コゼンツァ県にある、人口約700人の基礎自治体（コムーネ）。

## 地理

### 位置・広がり

#### 隣接コムーネ
隣接するコムーネは以下の通り。
- アイエータ
- ライーノ・カステッロ
- モルマンノ
- オルソマルソ
- プラーイア・ア・マーレ
- サンタ・ドメーニカ・タラオ

## 行政

### 分離集落
パパジーデロには、以下の分離集落（フラツィオーネ）がある。
- Avena, Montagna, Nuppolara, Santo Nocaio, Tremoli, Vitimoso